# Wincenty Witos
Wincenty Witos (1874-1946), llaurador, va ser el primer ministre de Polònia en quatre períodes: juny de 1920, entre juliol de 1920 i setembre de 1921, el 1923 i al maig de 1926.